# Phoenixville
Phoenixville é um distrito localizado no estado norte-americano de Pensilvânia, no Condado de Chester.

## Demografia
Segundo o censo norte-americano de 2000, a sua população era de 14.788 habitantes.
Em 2006, foi estimada uma população de 15.811, um aumento de 1023 (6.9%).

## Geografia
De acordo com o United States Census Bureau tem uma área de
9,7 km², dos quais 9,3 km² cobertos por terra e 0,4 km² cobertos por água. Phoenixville localiza-se a aproximadamente 42 m acima do nível do mar.

## Localidades na vizinhança
O diagrama seguinte representa as localidades num raio de 8 km ao redor de Phoenixville.